# Peter Gunn Theme
Peter Gunn Theme è un brano musicale di Henry Mancini, con il tempo di rock moderato, composto nel 1958 per la serie televisiva poliziesca statunitense Peter Gunn.
Il brano è stato premiato con il Premio Emmy ed ha ottenuto due Grammy Award per il miglior album dell'anno e il miglior arrangiamento.
Una famosa esecuzione in una versione del brano fa parte della colonna sonora del film The Blues Brothers.